# Laxtjärnen (Malungs socken, Dalarna, 671155-137856)
Laxtjärnen är en sjö i Malung-Sälens kommun i Dalarna och ingår i Göta älvs huvudavrinningsområde.